# Ignaz Edler von Born
Ignaz Edler von Born (26 de diciembre de 1742 - 24 de julio de 1791), fue mineralogista austríaco y metalurgista.

## Biografía
Nació de una familia noble en Karlsburg, en Transilvania, Hungría.
Educado en un colegio jesuita en Viena, fue durante dieciséis meses miembro de la orden, pero lo dejó y estudió derecho en Praga. Enseguida, el viajó extensivamente por Alemania, Países Bajos y Francia, estudiando mineralogía, y en su retorno a Praga en 1770 ingresó en el ministerio de minas y en la casa de la moneda.
En 1776, fue nombrado por María Teresa I de Austria para organizar el Museo imperial de Viena, donde él fue promocionado para el departamento de minas del ayuntamiento y la casa de la moneda, quedando en esta ciudad hasta su muerte.
Introdujo un método de extracción de metales por fusión (Uber des Anquicken der Erze, 1786), así como otras mejoras en la minería y otros procesos técnicos. Sus publicaciones incluyen también Lithophylacium Bornianum (1772-1775) y Bergbaukunde (1789), además de varios catálogos.
Von Born intentó escribir sátira sin gran éxito. Die Staatsperücke, una historia publicada sin su conocimiento en 1772 donde criticaba la burocracia del estado, y un ataque contra el padre Hell, jesuita y astrónomo del rey en Viena, son dos de sus obras satíricas.
Von Born era buen conocedor del latín y de las principales lenguas modernas de Europa, y con muchos ramos de la ciencia no estrechamente ligados a la metalurgia y mineralogía. Tomó parte activa en los cambios políticos en Hungría.
En el momento de su muerte en 1791, se dedicaba a escribir una obra titulada Fasti Leopoldini, probablemente relacionada con el comportamiento prudente de Leopoldo II, el sucesor de Jose, para los húngaros.

## Reconocimientos
La bornita, un mineral descubierto en 1725, fue nombrada en su honor en 1845.